# Passe (Bocoio)
Passe é uma comuna angolana. Pertence ao município do Bocoio, na província de Benguela.